# Chrášťanský vrch
Chrášťanský vrch (německy Groschumer Wald) je vrchol o výšce 780,4 m n. m. v Šumavském podhůří a též přírodní rezervace v jeho jihovýchodním svahu v okrese Český Krumlov.

## Přírodní rezervace
Nachází se v chráněné krajinné oblasti Blanský les 2 km jihovýchodně od Horních Chrášťan.
Předmětem ochrany jsou květnaté bučiny a suťové lesy na příkrém svahu s charakteristickou druhovou skladbou stromového, bylinného a mechového patra a vegetace narušovaných míst a stinných skal, s výskytem ohroženého druhu měsíčnice vytrvalé (Lunaria rediviva), společenstva ptáků starých smíšených lesních porostů. Z ptáků se vyskytují zejména kulíšek nejmenší (Glaucidium passerinum), sýc rousný (Aegolius funereus), datel černý (Dryocopus martius), strakapoud velký (Dendrocopos major) a holub doupňák (Columba oenas). Vedle ptáků jsou v rezervaci významní také zástupci bezobratlých, zejména ze skupiny xylofágních brouků.

## Vrchol
Vrchol s nadmořskou výškou 780 metrů je mělkým sedlem oddělen od vrchu Vysoká Běta (803 m n. m.), jehož vrchol se nachází asi 800 metrů jiho-jihovýchodním směrem. Chrášťanský vrch geomorfologicky spadá do celku Šumavské podhůří, podcelku Prachatická hornatina, okrsku Buglatská vrchovina a podokrsku Pískovokamenská vrchovina.